# Detroit
Detroit (angleška izgovorjava: /dɪˈtrɔɪt/, francosko Détroit, dob. 'ožina', francoska izgovorjava: [ detʁwa]) je največje mesto v ameriški zvezni državi Michigan in sedež okrožja Wayne County. Detroit je pomembno pristanišče na severnem bregu reke Detroit; na drugi strani reke leži Windsor, Ontario. Mesto je leta 1701 ustanovil francoski vizionar Antoine de la Mothe Cadillac.
Detroit je svetovno znan kot tradicionalno avtomobilsko središče in kot pomembno središče popularne glasbe. Oboje se odraža v najpogosteje uporabljanih vzdevkih mesta - Avtomobilsko mesto (The Motor City) in Motown. Ime Detroit je sinonim za ameriško avtomobilsko industrijo; v mestu imajo sedež trije največji ameriški avtomobilski koncerni - General Motors, Ford in Chrysler.
Leta 2007 je bil Detroit z 916.952 prebivalci 11. največje ameriško mesto. V petdesetih letih 20. stoletja je bilo mesto četrto v ZDA po prebivalstvu, vendar je bilo kasneje zaznati velik premik prebivalstva v predmestja.
Ime Detroit se pogosto uporablja za velemestno območje Detroit, ki je s 4.425.110 prebivalci prav tako 11. največje v ZDA. Urbano območje Detroit-Windsor, ki je zelo pomembna trgovska vez med ZDA in Kanado, ima skupaj približno 5,7 milijona prebivalcev.